# Campeonato Mundial de Halterofilismo de 1907
O 10º Campeonato Mundial de Halterofilismo foi realizado em Frankfurt, na Alemanha em 19 de maio de 1907. Participaram 23 halterofilistas de 3 nacionalidades filiadas à Federação Internacional de Halterofilismo. 

## Medalhistas
| Evento           | Ouro                          | Prata                            | Bronze                      |
| ---------------- | ----------------------------- | -------------------------------- | --------------------------- |
| Leve (70 kg)     | Johannes Zebrowsky · Alemanha | Virgile Guerraz · Suíça          | Heinrich Glenzer · Alemanha |
| Médio (80 kg)    | Andreas Lutz · Alemanha       | Johann Formberger · Alemanha     | Hans Abraham · Alemanha     |
| Pesado (+ 80 kg) | Heinrich Rondi · Alemanha     | Heinrich Schneidereit · Alemanha | Georg Schleidt · Alemanha   |

## Quadro de medalhas
| Ordem | País     | Medalha de ouro | Medalha de prata | Medalha de bronze | Total |
| ----- | -------- | --------------- | ---------------- | ----------------- | ----- |
| 1     | Alemanha | 3               | 2                | 3                 | 8     |
| 2     | Suíça    | 0               | 1                | 0                 | 1     |
| Total | Total    | 3               | 3                | 3                 | 9     |